# VV IASON
V.V. IASON (In Aangename Samenwerking Overwinning Nastrevend) is een op 23 juli 1944 opgerichte amateurvoetbalvereniging uit Houthem St.-Gerlach, gemeente Valkenburg aan de Geul, Limburg, Nederland.

## Algemeen
In Houthem Sint Gerlach werd vanaf 1909 gevoetbald als H.B.C., en sinds 1944 als voetbalvereniging IASON.
De thuiswedstrijden worden gespeeld op sportpark "De Kromme Steeg" aan de Putweg, waar nog op echt gras wordt gespeeld.
Het eerste elftal speelt in het seizoen 2023/24 in de reserve zesde klasse. Daarnaast komt de club nog met twee +35-teams in competitieverband uit.
VV Berg '28 · SV Geuldal · VV IASON · SV Sibbe · VV Walram

Voormalig: Struchter Boys · SV Vilt